# Mariyan Ognyanov
 (juillet 2009).
Si vous disposez d'ouvrages ou d'articles de référence ou si vous connaissez des sites web de qualité traitant du thème abordé ici, merci de compléter l'article en donnant les références utiles à sa vérifiabilité et en les liant à la section « Notes et références ».
Mariyan Ognyanov (en bulgare Мариян Огнянов) est un joueur de football bulgare né le 30 juillet 1988 à Lom (Bulgarie), évoluant au poste d'attaquant au Levski Sofia.

## Carrière sportive
Formé au FC Romiteli, Ognyanov rejoint le Levski Sofia en 2004. 
Le 27 septembre 2006, il marque le seul but du Levski lors d'une défaite de son équipe trois buts à un contre Chelsea en Ligue des champions à seulement 18 ans alors qu'il était entré en cours de jeu.
De janvier à juin 2009, il est prêté au club du Belassitza Petritch.